# 能登市之瀨站

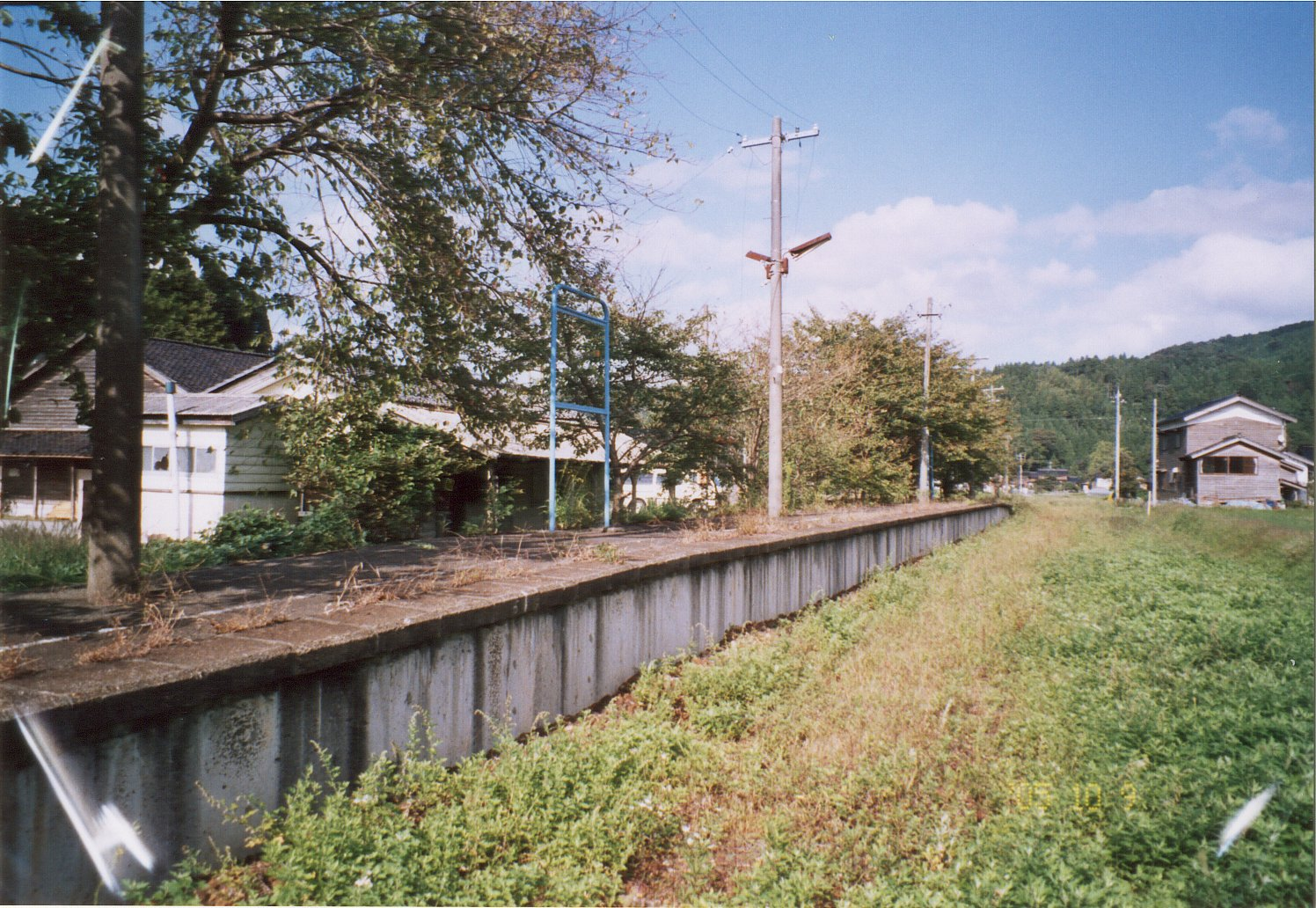
在廢站後，部分設施還遺留在站內。圖中是望向輪島一方。（2005年（平成17年）10月9日）

能登市之瀨站（日语：／ Noto-Ichinose eki */?）是位於石川縣輪島市市之瀨町，能登鐵道的七尾線車站（廢站）。

## 歷史
- 1935年（昭和10年）7月30日 - 鐵道省七尾線 穴水至輪島之間開通，此站啟用。當時車站可處理旅客和貨物[1]。
- 1960年（昭和35年）4月1日 - 結束處理貨物[1]。
- 1961年（昭和36年）3月1日 - 成為簡易委託車站。
- 1972年（昭和47年）3月15日 - 結束處理行李[2]。成為無人車站[3]。
- 1987年（昭和62年）4月1日 - 伴隨國鐵分割民營化，車站由西日本旅客鐵道（JR西日本）營運。
- 1991年（平成3年）9月1日 - JR西日本七尾線 七尾至輪島之間由能登鐵道繼承，成為能登鐵道車站[1]。
- 2001年（平成13年）4月1日 - 能登鐵道七尾線 穴水至輪島之間廢除，此站也被廢除。

## 車站構造
截至車站廢除前，車站是一座地面車站，設有1面1線的單式月台。此站設有木製車站大樓。

## 車站周邊
站前設有「市之瀨」巴士站（北鐵奧能登巴士穴水輪島線），能登方向特急巴士（輪島特急線、輪島和倉特急線）不停靠該站。能登方向特急巴士於此站南邊的石川縣道1號七尾輪島線市之瀨繞道上設有「市之瀨」巴士站。

## 現況
在2006年（平成18年），車站大樓與月台還存在。但是與能登三井站不同，此站的站名牌早已撒走，撤走日期不詳。

## 相鄰車站
能登鐵道
七尾線（廢線部分）
能登三井－能登市之瀨－輪島

## 注腳
1. 1 2 3 4 5  石野哲（編）. . JTB. 1998: 155. ISBN 978-4-533-02980-6 （日语）.
2. ↑  . 官報. 1972-03-14 （日语）.
3. ↑  . 鐵道公報 (日本國有鐵道總裁室文書課). 1972-03-14: 4 （日语）.
4. ↑  . ja1klb.web.fc2.com.   [2019-12-29]. （原始内容存档于2022-02-17） （日语）.